# Кошарка на Летњим олимпијским играма 2012.
Кошаркашки турнир на Олимпијским играма 2012. у Лондону се одржавао од 28. јула до 12. августа 2012. Утакмице су се играле у новој Кошаркашкој арени капацитета 12.000 гледалаца те у О2 Арени у Северном Гриничу.
На турниру су учествовале 24 репрезентације, по 12 у обе конкуренције. Титуле у обе конкуренције браниле су селекције САД.

## Освајачи медаља
| Дисциплине | Злато            | Сребро           | Бронза           |  |  |  |
|            |                  |                  |                  |  |  |  |
| Мушкарци   | Сједињене Државе | Шпанија          | Русија           |  |  |  |
| Жене       | Русија           | Велика Британија | Сједињене Државе |  |  |  |

## Формат такмичења
Кошаркашка такмичења ће се одвијати у обе конкуренције (по 12 репрезентација у обе конкуренције). Учесници ће бити подељени у две групе по 6 екипа. Након групне фазе такмичења где ће играти свак са сваким, по четири најбоље пласиране екипе из обе групе настављају такмичење у нокаут фази (од четвртине финала) која ће трајати све до финалног меча.

## Квалификације
Екипе које се квалификују за турнир могу пријавити максимално 12 играча. У обе конкуренције учествоваће по 12 репрезентација подељених у две групе са по 6 екипа.

### Домаћин
По правилу МОК-а држава домаћин игара аутоматски добија могућност за учествовање на играма у свим спортовима. Међутим, кошаркашка репрезентација Уједињеног Краљевства није постојала све до 2006. године и било је неспоразума о учешћу кошаркашке репрезентације УК на играма. Међутим, извршни одбор ФИБА-е је на седници у Лиону (Француска) од 13. марта 2011. разрешио све недоумице дозволивши британском тиму аутоматску квалификацију за игре.

### Мушкарци
Репрезентације су се квалификовале преко ФИБА такмичења (континентална првенства, светска првенства и олимпијски квалификациони турнир).
| Турнир                             | Датум                            | Домаћин    | Број места | Квалификанти                  |
| ---------------------------------- | -------------------------------- | ---------- | ---------- | ----------------------------- |
| Домаћин игара                      |                                  |            | 1          | Уједињено Краљевство          |
| 2010. ФИБА СП                      | 28. август - 12. септембар 2010. | Турска     | 1          | САД                           |
| Афричко првенство у кошарци 2011.  | 17. – 28. августа 2011.          | Мадагаскар | 1          | Тунис                         |
| Азијско првенство у кошарци 2011.  | 15. – 25. септембра 2011.        | Кина       | 1          | Кина                          |
| Панамеричко првенство 2011.        | 25. август – 8. септембар 2011.  | Аргентина  | 2          | Аргентина · Бразил            |
| 2011 ФИБА првенство Европе         | 31. август – 18. септембар 2011. | Литванија  | 2          | Шпанија · Француска           |
| Првенство Океаније у кошарци 2011. | 7. - 11. септембар 2011.         | Аустралија | 1          | Аустралија                    |
| Олимпијске квалификације 2012.     | 2. јул – 8. јул 2012.            | Каракас    | 3          | Русија · Литванија · Нигерија |
| Укупно                             |                                  |            | 12         |                               |

### Жене
| Турнир                         | Датум                            | Домаћин         | Број места | Квалификанти                                   |
| ------------------------------ | -------------------------------- | --------------- | ---------- | ---------------------------------------------- |
| Домаћин игара                  |                                  |                 | 1          | Уједињено Краљевство                           |
| СП за жене 2010.               | 23. септембар – 3. октобар 2010. | Чешка Република | 1          | САД                                            |
| Афричко првенство 2011.        | 23. септембар - 2. октобар 2011. | Мали            | 1          | Ангола                                         |
| Азијско првенство 2011.        | 21. – 28. август 2011.           | Јапан           | 1          | Кина                                           |
| Панамеричко првенство 2011.    | 24. септембар – 1. октобар 2011. | Колумбија       | 1          | Бразил                                         |
| Европско првенство 2011.       | 18. јун – 3. јул 2011.           | Пољска          | 1          | Русија                                         |
| Првенство Океаније 2011.       | 7. – 11. септембра 2011.         | Аустралија      | 1          | Аустралија                                     |
| Олимпијске квалификације 2012. | 25. јун – 1. јул 2012.           | Анталија        | 5          | Француска · Турска · Чешка · Хрватска · Канада |
| Укупно                         |                                  |                 | 12         |                                                |

## Сатница
| Дисцип.↓/Датум → | 28. јул | 29. јул | 30. јул | 31. јул | 1. авг | 2. авг | 3. авг | 4. авг | 5. авг | 5. авг | 7. авг | 8. авг | 9. авг | 10. авг | 11. авг | 12. авг |
| ---------------- | ------- | ------- | ------- | ------- | ------ | ------ | ------ | ------ | ------ | ------ | ------ | ------ | ------ | ------- | ------- | ------- |
| Мушкарци         |         | ГФ      |         | ГФ      |        | ГФ     |        | ГФ     |        | ГФ     |        | ¼      |        | ½       |         | Ф       |
| Жене             | ГФ      |         | ГФ      |         | ГФ     |        | ГФ     |        | ГФ     |        | ¼      |        | ½      |         | Ф       |         |

## Жреб
Службени жреб за групну фазу кошаркашког турнира одржан је у Лондону 30. априла 2012.
Мушкарци
| Група A          | Група Б              |
| ---------------- | -------------------- |
| Аргентина        | Аустралија           |
| Француска        | Бразил               |
| Литванија        | Кина                 |
| Нигерија         | Уједињено Краљевство |
| Тунис            | Русија               |
| Сједињене Државе | Шпанија              |

Жене
| Група A          | Група Б              |
| ---------------- | -------------------- |
| Ангола           | Аустралија           |
| Кина             | Бразил               |
| Хрватска         | Канада               |
| Чешка            | Француска            |
| Турска           | Уједињено Краљевство |
| Сједињене Државе | Русија               |

## Судије
Светска кошаркашка федерација (ФИБА) је за кошаркашки турнир делегирала следећих 30 судија:
| - Самир Абакил - Реџеп Анкарали - Хуан Карлос Артеага - Мајкл Ајлен - Илија Белошевић - Снехал Бендке - Хорхе Анибал Карихон - Гверино Керебуч - Јелена Чернова - Христос Христодулу | - Карол Делон - Пабло Алберто Естевез - Маркос Форнијез Бенито - Виталис Одијамбо Годе - Фелиша Андреја Гринтер - Карл Јунгебранд - Вилијам Џин Кенеди - Луиђи Ламоника - Ољегс Латишевс - Роберт Лотермозер | - Кристијано Хезус Марањо - Воган Чарлс Мејбери - Раба Нуџаим - Линг Пенг - Саша Пукл - Борис Ришчик - Фернандо Хорхе Санпјетро - Стивен Сајбел - Шоко Сугруро - Хорхе Васкез |